# Neulaa (metropolitana di Vienna)
Neulaa è una stazione della linea U1 della metropolitana di Vienna, inaugurata il 2 settembre 2017. La stazione si trova nel 10º distretto di Vienna.

## Storia
La stazione è stata realizzata nel contesto della quarta estensione della metropolitana di Vienna, come parte del prolungamento verso sud della linea U1 dalla precedente stazione di capolinea Reumannplatz.
La stazione si trova all'aperto e sostituisce la precedente fermata della linea tranviaria 67, realizzata in occasione del Wiener Internationale Gartenschau (esposizione internazionale di giardinaggio) del 1974 e poi parzialmente sostituita dalla nuova tratta della metropolitana.

## Interscambi e servizi
Tra questa stazione e quella successiva di Oberlaa è localizzata una stazione di deposito e manutenzione per il materiale rotabile.
Nell'area della stazione è presente un parcheggio di interscambio auto-bicicletta "Park+Ride" per i passeggeri.

## Ingressi
Alla stazione si accede dai seguenti ingressi:
- Per-Albin-Hansson-Siedlung Ost
- Pickgasse
- Weidelstraße